# FV Mönchengladbach
Der FV Mönchengladbach (offiziell: FV Mönchengladbach 2020 e. V.) ist ein Frauenfußballverein aus Mönchengladbach. Die erste Frauenmannschaft spielte in der Saison 2022/23 in der drittklassigen Regionalliga West.

## Geschichte
Im Jahre 2008 wurde im 1. FC Mönchengladbach eine Abteilung für Frauenfußball gegründet. Die Frauenmannschaft erreichte im Jahre 2016 nach zwei Aufstiegen in Folge die viertklassige Niederrheinliga. Drei Jahre später gewann die Mannschaft den Niederrheinpokal und qualifizierte sich für den DFB-Pokal. Dort schieden die Mönchengladbacherinnen bereits in der ersten Runde nach einer 0:1-Niederlage beim TuS Wörrstadt aus. Im Juni 2020 sorgte der Verein für Schlagzeilen, als der FCM beide Frauen- und die in der Regionalliga spielende B-Juniorinnen-Mannschaft abmeldete. Durch den Aufstieg der Herrenmannschaft in die Oberliga Niederrhein würde es laut Verein keine Kapazitäten mehr für die Frauenmannschaften geben. Die Spielerinnen starteten daraufhin eine Petition gegen diese Entscheidung, die von knapp 20.000 Menschen unterzeichnet wurde. Am 29. Juni 2020 spaltete sich die Abteilung ab und gründete mit dem FV Mönchengladbach einen eigenen Verein.
Die erste Saison 2020/21 als eigenständiger Verein wurde wegen der andauernden COVID-19-Pandemie zunächst abgebrochen und später annulliert. In der folgenden Saison 2021/22 gelang der von Marco Ketelaer trainierten Mannschaft als Meister vor der zweiten Mannschaft von Borussia Mönchengladbach der Aufstieg in die Regionalliga West. Nach nur einer Saison musste die Mannschaft wieder absteigen. 2025 folgte der Abstieg in die Landesliga.

## Erfolge
- Meister der Niederrheinliga: 2022